# 30 Anos - O Musical
30 Anos - O Musical é o quinto álbum ao vivo e o quinto DVD do cantor brasileiro Daniel em carreira solo. Foi gravado no dia 25 de abril de 2013 no Credicard Hall, em São Paulo, e lançado em 16 de outubro do mesmo ano pela Sony Music. Teve como sucesso a canção "Tantinho", que, inclusive, ganhou um videoclipe. O álbum chegou a marca de 35 mil cópias vendidas em todo o Brasil e conquistou o disco de ouro.

## Sobre o álbum
A ideia de fazer um show em formato de musical veio alguns anos antes, em 1998, após Daniel assistir a um espetáculo musical pela primeira vez, "O Fantasma da Ópera", na Broadway, em Nova York. Essa experiência lhe deixou encantado, fazendo-o questionar por que não usar o mesmo formato do espetáculo para contar a sua história na música. Com direção de Marcelo Akimy e Vivien Fortes, 30 Anos - O Musical envolveu mais de 300 pessoas em uma megaprodução, incluindo atores e bailarinos. O espetáculo contou com o roteiro de Daniel Salve, além de uma orquestra com 20 músicos, regida pelo maestro Carlos Iafelice, também responsável pelos arranjos junto com Rodrigo Costa. "Conseguimos chegar num resultado que achei formidável. Eu tinha curiosidade de ouvir como ficariam os arranjos das minhas músicas nesse formato musical, com essa cara. Tivemos um resultado totalmente diferente de tudo que eu já fiz até então nesses 30 anos;" comentou.
As audições receberam mais de mil pessoas. Entre os 16 atores escolhidos, estão nomes conhecidos na indústria de musicais, como Matheus Braga, que interpretou Daniel ainda criança. Completam o elenco Felippe Siqueira, que vive o cantor na juventude e Rafael Machado, como João Paulo; além de Daniella Biancalana e Marcos Tumura, como Maria Aparecida e José Camillo, os pais de Daniel. Os ensaios da banda aconteceram em estúdio, fazendo os arranjos, enquanto o balé e os cantores ensaiavam separadamente, assim como Daniel, depois foi alugado um barracão, onde ficaram mais de 20 dias apenas nos ensaios finais. Por fim tudo foi reunido no palco. Foram cerca de dois meses até tudo ficar pronto. "Para mim, está sendo muito especial poder registrar esse show que tem a cara de um musical num DVD comemorativo de 30 anos de carreira, pois esse é um formato que eu sempre sonhei em trazer e agora consegui realizar isso. Esse é um marco superimportante na minha carreira. Meu envolvimento na criação do musical foi total. No meu coração, já estava pronto. Mas fomos em busca de pessoas que realmente eram ligadas ao gênero.[...] Fomos atrás, também, de um grande elenco. Acho que a gente conseguiu enquadrar um repertório que tem tudo a ver com a minha vida;" finalizou.
Inicialmente, 30 Anos - O Musical foi lançado em um kit juntamente com o EP de mesmo nome, porém, a Sony Music decidiu desmembrar o projeto e, em 8 de julho de 2014, passou a vender os formatos separados, dando ao fã a oportunidade de adquirir somente o DVD ou o EP.

## O Musical
Repertório
O espetáculo se divide em dois atos com quatro partes cada, sendo narrados cronologicamente pelo próprio Daniel, cada trecho representa um momento da vida do cantor.  Porém, ele revela que não  foi fácil chegar ao setlist. "O repertório foi escolhido pensando na minha vida. Quando se trata das minhas músicas, a gente tem realmente aquelas que foram unânimes e que não podem faltar no repertório. Mas, em se tratando de influências, eu tive muitas. Acho que a gente conseguiu chegar num denominador que  desejava, mas muita coisa acaba ficando pra trás, não tem jeito;" comentou.
Abrindo o DVD está "Romaria", "Poeira da Estrada" e "Saudade de Minha Terra", representando a infância do cantor. "Solidão de Amigos", "Desejo de Amar" e "Rosto Molhado" contam o momento em que conheceu João Paulo. "Só Dá Você na Minha Vida", "Hoje Eu Sei", "Eu Me Amarrei" "Que Dure Para Sempre" e "Estou Apaixonado" foram temas usados para mostrar a formação e a ascensão ao sucesso da dupla João Paulo & Daniel. Para o  acidente de seu parceiro e o fim do primeiro ato, o cantor escolheu "Te Amo Cada Vez Mais", "Bridge Over Troubled Water", criada por Simon & Garfunkel e imortalizada na voz de Elvis Presley, e "Ela Tem o Dom de Me Fazer Chorar", além de "Tocando em Frente", que marca a retomada da carreira. "Minha vida é estar no palco, levar a alegria para as pessoas. Acredito que tenha sido realmente a música que me ajudou a superar essa perda, poder expressar sentimentos através das canções. Até me pergunto como consegui ter força naquele momento, porque a gente sonhava com tanta coisa juntos;" comentou.
Na segunda parte do espetáculo, Daniel mostra sua face romântica, emplacando novos sucessos, e iniciando uma nova fase em sua carreira, com as músicas "Adoro Amar Você", "Um Dia de Domingo", "Eu Amo Amar Você" e "Quando o Coração Se Apaixona", que traz uma participação especial de sua esposa, Aline de Pádua. Já as músicas "Fricote", "Dengo" e "A Jiripoca Vai Piar" representam a ascensão e consolidação de sua carreira solo. Com "Meu Mundo e Nada Mais" e "Pra Ser Feliz", o cantor considera o real significado de todas as conquistas de um artista. Para finalizar, são apresentadas "Esperança", "Os Amantes", "O Menino da Porteira", "Disparada", "Nos Bailes da Vida" e "Tantinho". Tais canções representam suas participações em filmes, novelas e programas. "Para mim, esse DVD traz um cuidado muito grande com os fãs e é um belo resumo dos meus 30 anos. Para os dias atuais, ele mostra como não estamos sozinhos, principalmente hoje em dia quando tudo é passageiro. Por isso, faço questão de agradecer a todos que se envolveram nesse projeto, porque ele é a prova de que não se chega a lugar algum sozinho e que a arte une a todos aqueles que querem se envolver.[...] Espero que vocês gostem do DVD tanto quanto eu gostei de gravar;” finalizou.
Primeiro ato:
Infância: Romaria, Poeira da Estrada e Saudade da Minha Terra.
Encontro: Solidão de Amigos, Desejo de Amar e Rosto Molhado.
Locomotiva do Sucesso: Só Dá Você na Minha Vida, Hoje Eu Sei, Eu Me Amarrei, Que Dure Para Sempre e Estou Apaixonado.
Despedida: Te Amo Cada Vez Mais, Bridge Over Troubled Water, Ela Tem o Dom de Me Fazer Chorar e Tocando em Frente.
Segundo ato:
Celebração do amor: Adoro Amar Você, Um Dia de Domingo, Eu Amo Amar Você e Quando o Coração Se Apaixona.
Solo: Fricote, Dengo e A Jiripoca Vai Piar.
O artista está só...: Meu Mundo e Nada Mais e Pra Ser Feliz.
Sucesso: Esperança, Os Amantes, O Menino da Porteira, Disparada, Nos Bailes da Vida e Tantinho.

## Lista de faixas
| N.º            | Título                                                                                      | Compositor(es) | Duração |  |
| 1.             | "Romaria"                                                                                   | Renato Teixeira | 3:00    |  |
| 2.             | "Poeira da Estrada"                                                                         | Rick / João Paulo | 2:41    |  |
| 3.             | "Saudade de Minha Terra"                                                                    | Belmonte / Goiá | 2:31    |  |
| 4.             | "Solidão de Amigos"                                                                         | Eunice Barbosa / Mário Maranhão | 2:28    |  |
| 5.             | "Pot-Pourri: Desejo de Amar / Rosto Molhado"                                                | Gabú / Marinheiro; Ronaldo Adriano / José Fortuna | 5:45    |  |
| 6.             | "Pot-Pourri: Só Dá Você na Minha Vida / Hoje Eu Sei / Eu Me Amarrei / Que Dure Para Sempre" | Rick; Rick / Alexandre; Waldir Luz / Tivas; Peninha | 7:35    |  |
| 7.             | "Estou Apaixonado (Estoy Enamorado)"                                                        | Estéfano / Donato Poveda (Versão: Carlos Colla) | 3:55    |  |
| 8.             | "Te Amo Cada Vez Mais (To Love You More)"                                                   | David Foster / Junior Miles (Versão: Roberto Merli) | 5:31    |  |
| 9.             | "Bridge Over Troubled Water"                                                                | Paul Simon | 5:06    |  |
| 10.            | "Pot-Pourri: Ela Tem o Dom de me Fazer Chorar / Tocando em Frente"                          | César Augusto / Piska; Almir Sater / Renato Teixeira | 4:22    |  |
| 11.            | "Pot-Pourri: Adoro Amar Você / Um Dia de Domingo"                                           | Peninha / Elias Muniz; Miguel Plopschi / Michael Sullivan / Paulo Massadas                                                                                | 9:20    |  |
| 12.            | "Eu Amo Amar Você"                                                                          | Danilo | 4:11    |  |
| 13.            | "Quando o Coração Se Apaixonado"                                                            | Zé Henrique | 3:39    |  |
| 14.            | "Pot-Pourri: Fricote / Dengo / A Jiripoca Vai Piar"                                         | Leandro Lehart; Waldir Luz / Daniel; Adriano Bernardes | 11:00   |  |
| 15.            | "Meu Mundo e Nada Mais"                                                                     | Guilherme Arantes | 5:48    |  |
| 16.            | "Pra Ser Feliz"                                                                             | Elias Muniz | 4:01    |  |
| 17.            | "Pot-Pourri: Esperança / Os Amantes / O Menino da Porteira / Disparada"                     | Luiz Schiavon / Nil Bernardes / Marcelo Barbosa; Augusto César / Lourenço / Sidney da Conceição; Luisinho / Teddy Vieira; Geraldo Vandré / Théo de Barros | 11:04   |  |
| 18.            | "Nos Bailes da Vida"                                                                        | Fernando Brant / Milton Nascimento | 4:26    |  |
| 19.            | "Tantinho"                                                                                  | Carlinhos Brown / Daniel | 7:17    |  |
| Duração total: | Duração total:                                                                              | Duração total: | 1:47:01 |  |

## Charts
| País          | Melhor posição |
| ------------- | -------------- |
| Brasil (ABPD) | 13             |

## Certificações e vendas
| País          | Certificação | Data | Vendas certificadas |
| ------------- | ------------ | ---- | ------------------- |
| Brasil (ABPD) | Ouro         | 2014 | 35.000              |